# اندیس رودخانه کرخه۸
رودخانه کرخه۸ یک اندیس غیرفلزی است که در حوالی شهر دزفول استان خوزستان قرار دارد و مادهٔ معدنی موجود در آن، روتیل است.  